# Aloma Romero
Aloma Romero, née en 1988, est une actrice, chanteuse et danseuse espagnole.

## Biographie
Née à Barcelone en 1988, elle fait ses débuts à six ans au Teatro Español dirigée par Gustavo Perez Puig (es) et Mara Recatero (es). Sa première apparition à la télévision a lieu en 2002.
Elle atteint une certaine popularité en interprétant le rôle d'Adolfina Samaniego (la cousine d'Emilia) dans la série El secreto de Puente Viejo. Son personnage enlève la petite Maria, mais Alfonso réussit à la tromper et récupérer la fillette. Et Adolfina est arrêtée par la Guardia Civil.
Actuellement Aloma Romero enseigne, danse et chante et se consacre à la réalisation de courts-métrages.

## Filmographie

### À la télévision
- 2005-2008 : El comisario
- 2009 : Un golpe de suerte (Lluvia)
- 2011 : Hospital Central
- 2011 : Doctor Mateo
- 2011 : Homicidios (Lucía)
- 2012 : Rocío Dúrcal, volver a verte (Marisa)
- 2011-2013 : Le Secret (El secreto de Puente Viejo) : Adolfina Samaniego
- 2012 : Frágiles (Vicky)
- 2013 : Águila Roja